# Возвращение «Броненосца» (фильм)
«Возвращение „Броненосца“» — российско-белорусский художественный фильм 1996 года, снятый режиссёром Геннадием Полокой на киностудии «Мосфильм» и Центральной киностудии детских и юношеских фильмов имени М. Горького по одноимённой повести Алексея Каплера в год столетия кинематографа. Своеобразное ответвление фильмов «А был ли Каротин?», «Наше призвание», «Интервенция».
Посвящение фильма: «Любимому искусству, его кумирам и неудачникам посвящается».
Телевизионная версия состоит из четырёх 55-минутных серий.

## Сюжет
Лихой конник, рубавший беляков без пощады, немец Иоганн Францевич Герц, не щадя себя, боролся за всеобщее счастье и в мирное время. Боролся с НЭПом, проституцией, со всем на свете, пока не увидел Клавдию… Он полюбил её с такой же страстью, с какой любил Революцию. Однако их счастью мешало многое: фиктивная жена Герца, секретарь Одесского окружкома, мешок жареных семечек и неизвестный одесситам Эйзенштейн.

## В ролях

### В главных ролях
- Михаил Уржумцев — Иоганн Францевич Герц
- Елена Майорова — Вера Никодимовна (Верка)
- Людмила Потапова — Клавдия Никитична Егорычева
- Владимир Стержаков — Любим Авдеевич Полищук, секретарь Посредрабиса

### В ролях
- Иван Бортник — Сыровегин, секретарь окружкома (роль озвучил Сергей Гармаш
- Татьяна Васильева — Лизавета
- Валентин Буров — Ковбасюк
- Георгий Штиль — Соломон Герман
- Армен Джигарханян — Филипп
- Борис Новиков — пикейный жилет
- Борис Соколов — Каротин
- Василий Мищенко — Кочура
- Валерий Ярёменко — Анатолий
- Игорь Добряков — «Ксаверий»
- Александр Лебедев — Похотливый
- Юрий Голубицкий — Гуровой
- Ольга Ипполитова — Валентина
- Игорь Кваша — Микитов-Разумник
- Любовь Руденко — Виолетка
- Алексей Булдаков — Панкрат
- Маргарита Криницына — мужеподобная
- Любовь Малиновская — Ксения Воробей
- Лилия Гурова — Вульфовна, милиционерша
- Михаил Бескоровайный — милиционер
- Георгий Мартиросян — Лёвчик
- Андрей Анкудинов — Жульенский
- Сергей Габриэлян — Соломон Гуз
- Наталья и Анна Горох — уличные музыканты
- Юрий Саранцев — дворник
- Расми Джабраилов — Веркин жених
- Евгений Ляпин — Коробей
- Тамара Муженко — Параська
- Елена Липец — Беатриска
- Аркадий Айрапетов — Жорик
- Актёры Посредрабиса:
  - Валерий Носик — Хан-Сулейман
  - Игорь Дмитриев — Бизон-Немигайло
  - Борис Брунов — Федя Бояров
  - Юрий Катин-Ярцев — Габсбург-Пузанков, иллюзионист
  - Эрнст Романов — старый скрипач
  - Ирина Домнинская — Барбут-Константиновская
  - Наталья Позднякова — Привоз-Арнаутская
  - Елена Озёрцова — Брильянт-Свистунова
  - Мария Овчинникова — Фира Купершмидт
  - Евгений Бабак — Нёма Шуйский
- Концертные номера:
  - Людмила Рюмина — русская песня
  - Константин Невретдинов — степданс
  - Дуэт «Ромэн»: Татьяна Комова и Георгий Квик — цыганский романс
  - Анатолий Вербицкий — цыганский танец
  - Александр Рязанов, Ирина Сон — оригинальный жанр
  - Владимир Стариков, Сергей Просвирин — клоунада
  - Ансамбль народного танца имени Игоря Моисеева — городская кадриль
  - Московский театр «Шолом» — еврейские танцы
  - Л. Рудыко, Ю. Ильин — балет

## Съёмочная группа
- Авторы сценария: Геннадий Полока, Владимир Брагин
- Режиссёр-постановщик: Геннадий Полока
- Оператор-постановщик: Евгений Давыдов
- Главный художник: Михаил Щеглов
- Композитор: Вениамин Баснер
- Текст песен: Леонид Завальнюк

## Награды и номинации
- 1996 — открытый российский кинофестиваль «Кинотавр» (Сочи)
  - Приз президентского совета фестиваля «За веру в возрождение российского кино» (режиссёр Геннадий Полока за фильм «Возвращение „Броненосца“»)[1]
- 1996 — кинопремия «Золотой овен»
  - Приз «Надежда» (актёры Михаил Уржумцев и Людмила Потапова)
- 1997 — Международный кинофестиваль (Ялта)
  - Приз за лучшие женские роли (Людмила Потапова, Елена Майорова)
- 1997 — Фестиваль Российского кино в Онфлёре (Франция)
  - Приз зрительских симпатий
- 1997 — Минский международный кинофестиваль «Листопад»
  - Специальный приз и диплом «За оригинальное воплощение эйзенштейновского принципа монтажа аттракционов. За любовь к актёрам» (Геннадий Полока)
  - Приз кинопрессы «За лучшую мужскую роль» (Михаил Уржумцев)
- 1998 — Межгосударственный телефорум стран СНГ «Содружество» (Москва)
  - Приз фирмы «Кодак» (оператор Евгений Давыдов)

В фильме использованы фрагменты из киноленты Сергея Эйзенштейна «Броненосец „Потёмкин“», а также другие киноматериалы Госфильмофонда Российской Федерации и Российского государственного архива кинофотофонодокументов. Последний фильм с участием Бориса Новикова и Юрия Катина-Ярцева. Также этот телефильм — последняя работа композитора Вениамина Баснера, который скончался до выхода фильма на экраны.
В фильме присутствуют персонажи из прежних фильмов Геннадия Полоки, например: «А был ли Каротин?» — Каротин, Микитов-Разумник, «Наше призвание» — Сыровегин, «Интервенция» — Филипп, Габсбург-Пузанков. Их играют те же артисты, за исключением Армена Джигарханяна, заменившего в роли Филиппа покойного Ефима Копеляна.